# Поділ Римської імперії (395)

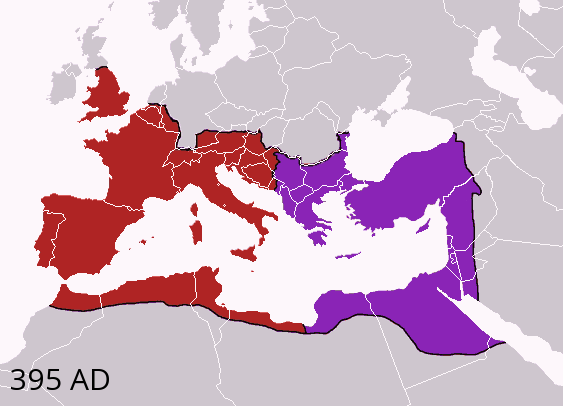
Карта, що показує поділ імперії між синами Феодосія Великого

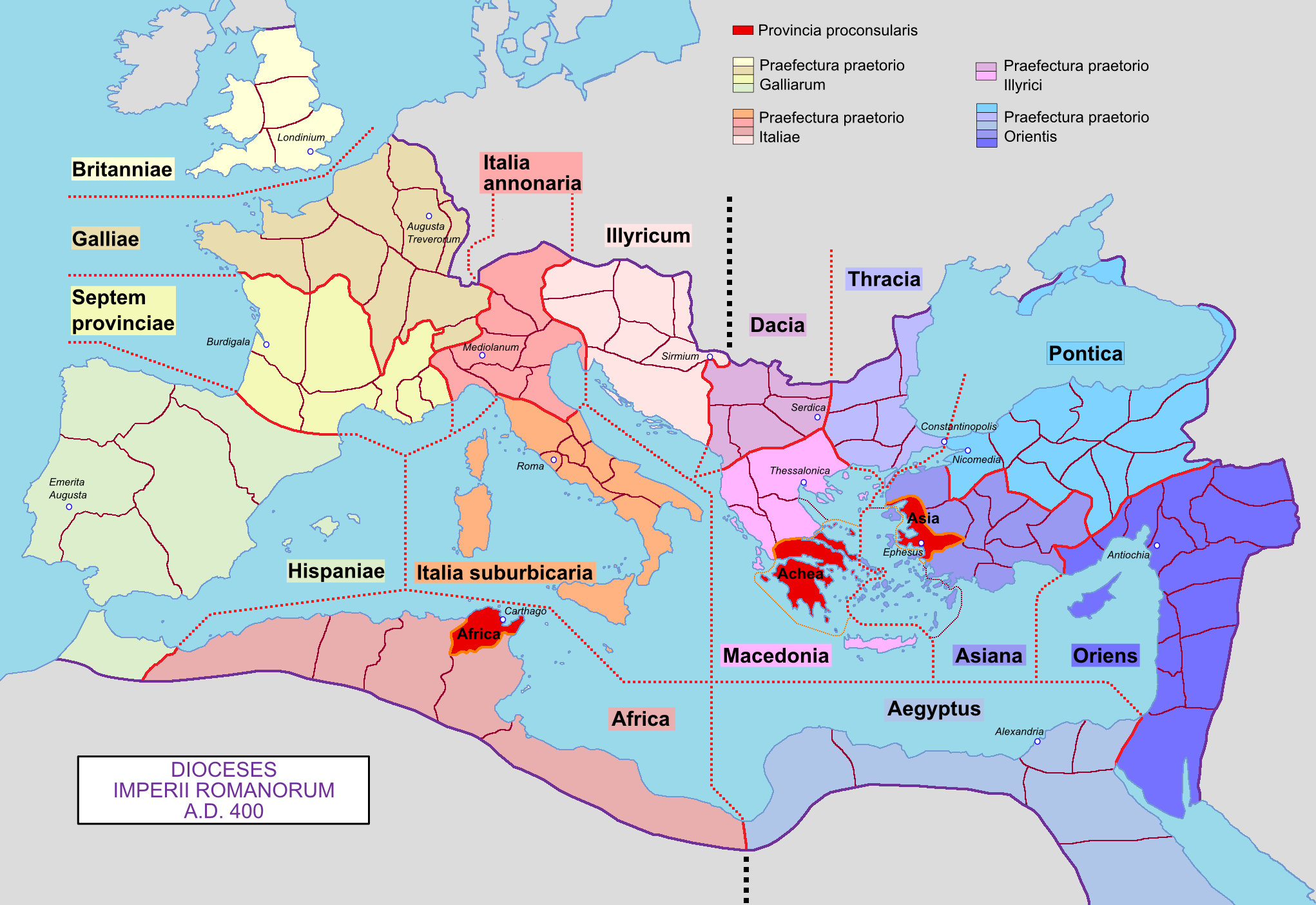
Адміністративний поділ у 400

Поділ Римської імперії — подія, що відбулася в 395 після смерті  давньоримського імператора Феодосія I, яка полягала в розділі імперії на  Західну та  Східну частини, в кожній з яких при владі стояв свій імператор.
Правителем Східної Римської імперії став старший син Феодосія Флавій Аркадій, тоді як правителем Західної — його молодший син Гонорій. Столицею Східної імперії став Константинополь, тоді як імператор Заходу проживав спочатку в  Медіолані, згодом здебільшого в  Равенні та лише зрідка в Римі.
Протягом V століття і до падіння Західної імперії, однак, Західна та Східна імперії не розглядалися як дві окремі держави, продовжуючи становити неподільну в розумінні тогочасного суспільства єдину Римську імперію (причому така її інтерпретація зберігалася і протягом багатьох років після падіння Західної імперії в 476). У зв'язку з цим деякі історики вважають правильнішим говорити про поділ імператорського правління в Римській імперії, але не про розподіл держави як такої.
Поділ імперії також іноді розглядається як передумова для того, що сталося набагато пізніше — розколу християнської церкви на католицьку та православну.